# پورتیج دسیو (میزوری)
پورتیج دسیو (به انگلیسی: Portage Des Sioux) یک شهر در ایالات متحده آمریکا است که در شهرستان سنت چارلز، میزوری واقع شده‌است. پورتیج دسیو ۱٫۳۷ کیلومتر مربع مساحت و ۳۲۸ نفر جمعیت دارد و ۱۳۲ متر بالاتر از سطح دریا قرار دارد.